# Raymond Gosling
Raymond Gosling (nascut a Wembley el 1926) és un científic que treballà amb Maurice Wilkins i Rosalind Franklin al King's College de Londres deduint l'estructura de l'ADN, sota la direcció de Sir John Randall. Entre els seus altres companys estaven Alex Stokes i Herbert Wilson.
Treballà en la difracció de raigs X amb Maurice Wilkins analitzant mostres d'ADN. Amb Rosalind Franklin produïren les primeres fotografies de difracció de raigs X de la "forma B" de l'ADN altament hidratat. El seu treball portà a la concessió del premi Nobel de fisiologia o medicina a Francis Crick, James D. Watson i Maurice Wilkins.
Posteriorment treballà en medicina a l'Hospital Guy en els camps de l'hemodinàmica i ultrasons Doppler entre d'altres.